# 2x2=câteodată 5!
2x2=câteodată 5! grafiat la momentul lansării 2x2=cîteodată 5! (titlul original: în maghiară 2x2 néha 5) este o comedie muzicală maghiară din anul 1954  a cărei premieră a avut loc în ianuarie 1955. Regizorul filmului este György Révész și are protagoniști actorii Ferenc Zenthe, Violetta Ferrari, Ferenc Kállai și Zoltán Makláry. 

## Rezumat
András, planorist sportiv laureat cu o „cunună de aur” este student în anul întâi la politehnică și pilot în Aeroclubul universității. Însoțit de colegii de zbor, pleacă în grabă de la terenul de zbor la facultate să se prezinte la colocviu. Pe ușa săli de examen stă doar dr. Tóth, dar intrând, constată cu surprindere că „examinatorul” este de fapt tânăra lui profesoară de matematică. La primul bilet de examen nu prea e în temă pentru că nu a învățat. Binevoitoare, atractiva asistentă îi oferă al doilea bilet, dar la acesta nu știe nici atât. Deci studentul nu a învățat, așa că examenul este picat. Simplu de tot: întotdeauna 2x2=4! Da, dar András vrea să dovedească faptul că nu e totdeauna așa, că mai există și alți factori care dacă sunt luați în considerare, pot duce la un alt rezultat. Bineînțeles, dar nu în matematică, susține asistenta cea drăguță...

## Distribuție
- Ferenc Zenthe (vocea de interpret: Vámosi János) – András Kerekes
- Violetta Ferrari (vocea de interpretă: Vass Éva) – dr. Panna Tóth
- Ferenc Kállai – Lajoska Lohrák
- Zoltán Makláry – profesorul
- Zsuzsa Gyurkovics – Piri
- Sándor Szabó – Mihály Bálint
- László Kazal – Pufi, maistru de hangar
- István Holl – căpitanul Gyuszi
- János Horkai – Karcsi, șofer
- Manyi Kiss – d-na. Kerekes, mama lui András
- Bertalan Solti – Márton Kerekes, tatăl lui András
- Károly Kovács – János Gábori, director
- László Dékány – Zoli
- Ági Mednyánszky – Évi
- Sándor Peti – profesor universitar
- György Szepesi – el însuși (comentator sportiv radio)
- Záray Márta – ea însăși (cântăreață de muzică ușoară)
- Lajos Pándy – pilotul cehoslovac
- Sándor Suka – radioreporter
- Vilmos Komlós – maistrul drumar
- piloți ai asociației Magyar Repülő Szövetség

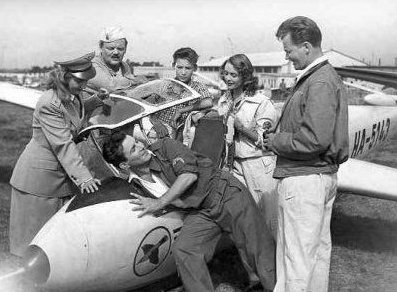
O scenă din filmul 2x2=câteodată 5!

## Melodii din film
Compozitor și textier: Szabolcs Fényes - Iván Szenes:
- Kétszer kettő néha öt (mai mulți interpreți)
- Túl szép, amit te mondsz (János Vámosi și Éva Vass în locul vocii lui Violetta Ferrari;
- Ne tétovázz, komám (László Kazal)
- Mint a szélvész száll repülőnk

Melodia Túl szép în timpul dansului este interpretată de Violetta Ferrari iar cu orchestra, de Márta Záray. La finalul filmului duetul este în loc de Zenthe Ferenc și Ferrari Violetta interpretat de Vámosi János și Vass Éva (playback).